# Anabole Steroide

Chemische Struktur des natürlichen männlichen Sexualhormons Testosteron, 17β-Hydroxy-4-androsten-3-on

Chemische Struktur von Trenbolon – Beispiel für ein anaboles Steroid mit erkennbarer Ähnlichkeit zu natürlichem Testosteron

Anabole Steroide sind synthetische Abkömmlinge des männlichen Sexualhormons Testosteron. Sie wurden während des Zweiten Weltkriegs entwickelt und dienten ursprünglich dazu, entkräfteten und unterernährten Kriegsgefangenen eine bessere Rekonvaleszenz zu ermöglichen. Außerdem wurden sie aufgrund ihrer eiweißaufbauenden Wirkung bei konsumierenden Krankheiten und Muskelatrophie sowie als Mittel gegen Blutarmut eingesetzt. 
Sehr bald schon fanden sie auch Anwendung im Sport, wo sie als unerlaubtes Doping zur Leistungssteigerung an gesunde Athleten verabreicht wurden. In der Medizin kommen anabole Steroide heute noch bei einer Insuffizienz der Hoden (Mangel der Bildung körpereigenen Testosterons), bei Wachstumsstörungen oder bei körperlicher Schwäche (z. B. bei alten Menschen) zum Einsatz. 
Allgemein gehören sie zur Gruppe der Anabolika; als die wichtigsten Vertreter sind Dehydrochlormethyltestosteron, Nandrolon, Metandienon, Stanozolol, Furazabol und Metenolon zu nennen.

## Wirkung
Alle üblichen Präparate basieren auf dem männlichen Geschlechtshormon Testosteron. Dabei werden zwei Wirkungen unterschieden:
- die anabole Wirkung (aufbauende Wirkung, von ἀναβολή anabolé „Aufwurf“, aus ἀνά ana „auf“ und βάλλειν bállein „werfen“)

Durch die Wirkung der anabolen Steroide auf den Proteinstoffwechsel, die von den Anwendern gewünscht ist, wird der Aufbau von Eiweiß (Protein) in der Muskulatur gesteigert. Oft ist behauptet worden, dass ein deutlicher Effekt nur bei gleichzeitigem intensiven Muskeltraining eintrete. Eine 1996 veröffentlichte Studie deutet allerdings darauf hin, dass dies zumindest bei Trainingsanfängern nicht der Fall zu sein scheint – Teilnehmer nahmen durch Steroidkonsum ohne Training im Schnitt deutlich mehr Muskelmasse zu als durch Training ohne Steroidkonsum. Außerdem können anabole Steroide die Regenerationsfähigkeit des Konsumenten erhöhen. Er kann somit häufiger und mit geringeren Pausen trainieren.
- die androgene Wirkung (virilisierende Wirkung (virilis „männlich“), von gr. ἀνήρ, ἀνδρός anér, andrós „Mann“; -gen „erzeugend“ von γίγνομαι gígnomai „werden“)

Während die anabole Wirkung der Anabolika in den meisten Fällen den eigentlichen Grund für die Anwendung darstellt, ist die androgene Wirkung in der Regel ein unerwünschter Nebeneffekt. Hierunter versteht man den Einfluss der künstlichen Hormone auf die inneren und äußeren Geschlechtsmerkmale sowie auf die Psyche.
Bei der synthetischen Herstellung von Anabolika versucht man die androgene Komponente möglichst gering zu halten, jedoch ist diese immer vorhanden und führt möglicherweise zu unerwünschten Nebenwirkungen beim Konsumenten.

## Doping
Anabole Steroidhormone stellen die Gruppe der am häufigsten verwendeten Dopingsubstanzen dar. Nach Berechnungen des italienischen Sportwissenschaftlers Alessandro Donati werden weltweit jährlich ca. 700 Tonnen anaboler Steroide von 15 Millionen Konsumenten zu Dopingzwecken verwendet.
Im Fitness- und Breitensport (ursprünglich aus der Bodybuilding-Szene stammend) ist der Gebrauch dieser Substanzen mittlerweile weit verbreitet und wird dort verharmlosend oft als Kur bezeichnet. Etliche durch die Medien bekanntgewordene Todesfälle unter Bodybuildern, etwa der des Profi-Bodybuilders Andreas Münzer im Jahr 1996, und Wissen über Todesfälle auch im Amateurbereich haben kaum zu einer Reduzierung geführt. Die in den Medien kontinuierlich wachsende Präsenz und die teilweise bewusst geförderte Verherrlichung eines muskulösen Körpers hat in den letzten zehn Jahren besonders bei Jugendlichen und jungen Erwachsenen zu einer ungewöhnlichen Zunahme von Anabolika-Gebrauch und einer gefährlichen Akzeptanz dieser Art von Ästhetik geführt. Die psychische Abhängigkeit, die bereits nach kurzfristigem Konsum anaboler Steroide hervorgerufen wird, ist nach dem derzeitigen wissenschaftlichen Kenntnisstand vergleichbar mit psychotropen Genuss- und Rauschmitteln.
Ein weiterer Faktor, der den ständig anwachsenden Konsum anaboler Steroide fördert, ist sicherlich in den Anforderungen der heutigen Leistungsgesellschaft zu sehen. Laut der Studie British Crime Survey nehmen allein in Großbritannien rund 42.000 Menschen, überwiegend Männer (Dunkelziffer liegt weit höher), Steroide ein. Forscher gehen davon aus, dass ein erheblicher Teil der herzbedingten Todesfälle unter jüngeren Leistungssportlern verschiedener Disziplinen in Deutschland auf Anabolika-Gebrauch zurückgehen könnte.
Erstmals verboten wurden Anabolika 1974, nachdem man Nachweisverfahren für Abbauprodukte synthetischer Hormone entwickelt hatte. Bei den Olympischen Spielen 1976 in Montreal kam es dann erstmals zu Kontrollen auf synthetisch hergestellte Anabolika, seit 1984 ist auch die Anwendung des körpereigenen Steroidhormons Testosteron verboten, der Nachweis des Dopings mit körpereigenen Hormonen bleibt allerdings bis heute schwierig. Gaben des natürlichen Testosterons sind nicht nachzuweisen, daher wird bei den Tests das Verhältnis des Testosteron zum Epitestosteron bestimmt. Liegt der Testosteron-Kontrollwert über dem festgelegten Wert, muss der Sportler mittels einer Langzeitkontrolle nachweisen, dass er natürlicherweise einen erhöhten Testosteronspiegel hat. Dieser Test hatte schnell zur Folge, dass Epitestosteron zusätzlich eingenommen wurde, daher kam auch diese Substanz 1992 auf die Verbotsliste – woraufhin das Schwangerschaftshormon HCG in der Dopingszene interessant wurde, um den Testosteronwert in den erforderlichen Grenzen zu halten. Bereits 1983 soll HCG auch im Radsport breite Anwendung gefunden haben.
Zu den am meisten (zu nicht medizinischen Zwecken) verwendeten synthetischen Anabolika zählen Dehydrochlormethyltestosteron, Nandrolon (= Nortestosteron), Trenbolon, Metandienon, Stanozolol und Metenolon. Seit 1998 werden im Ausland, vor allem in den Vereinigten Staaten, sogenannte Prohormone von Testosteron und Nortestosteron als Nahrungsergänzungsstoffe gehandelt. Die Anwendung dieser Hormonvorstufen ist durch die offiziell anerkannten Sportverbände wie das IOC ebenfalls verboten.

## Disziplinspezifische Dosierungen
Da Anabolika-Forschungen im Sport kriminalisiert wurden, ist ungewiss, ob die Anabolika selbst oder die verwendeten Dosierungen ursächlich für die negativen Folgen der Anabolika-Verwendung sind. Das spanische Lehrbuch von Garcia Manso gibt als tägliche Dosis an:
- Gewichtheben: 10- bis 100-faches der therapeutischen Dosis (Ziel: Kraft/Schnellkraft)
- Bodybuilding: 10- bis 100-faches der therapeutischen Dosis (Ziel: Muskelmasse)
- Schnelligkeit (Leichtathletik): 1,5- bis 2-faches der therapeutischen Dosis (Ziel: Kraft/Schnellkraft)
- Ausdauer (Leichtathletik): einfache therapeutische Dosis (Ziel: Antikatabolische Wirkung)[5]

Als therapeutische Dosis ist die Dosis zu verstehen, welche für das Medikament vom Hersteller angegeben ist.
Um die Dosierungen im Rahmen zu halten, wird in der Literatur Stacking empfohlen. Darunter wird die Kombination mehrerer der 17 verschiedenen anabolen Substanzen verstanden. Das Stacking ist im Rahmen der Periodisierung des sportlichen Trainings zu koordinieren.

## Nebenwirkungen
Bekannte Nebenwirkungen von Anabolika variieren je nach Dosis und Dauer der Einnahme. Bekannt sind:
- Leberschäden (Hauptsächlich bei oral verabreichten Steroiden)
- Fokal segmentale Glomerulosklerose, eine bestimmte Form der Schädigung der Nierenkörperchen, die zu einem chronischen Nierenversagen führen kann.[7]
- nach längerem Konsum signifikant erhöhtes Risiko einer Krebserkrankung
- Verstärkung von Aggressionen[8]
- Psychotische Episoden und schwere Depressionen bis zum Suizid nach Absetzen der Steroide
- Belastung des Kreislaufs aufgrund von erhöhtem Blutdruck
- Störung des Hormonhaushalts (der Körper stellt weniger eigene Hormone her)
- erhöhtes Risiko für Herzinfarkt durch Veränderung der Blutfettwerte
- Bei noch wachsenden Jugendlichen führen Anabolika zu vorzeitigen Verknöcherungen noch wachsender Knorpelstrukturen (Abbruch des Wachstums bei geringerer Endgröße)
- Virilisierung bei Frauen („Vermännlichung“: tiefe Stimme, Körperbehaarung, Klitorisvergrößerung etc.)
- Akne
- Hodenatrophie und gestörte Spermaproduktion (wegen des gestörten, teilweise unterdrückten Hormonhaushaltes)
- Bei genetisch vorbelasteten Personen beschleunigen sie den Prozess des Haarausfalls.
- Psychische Nebenwirkungen (z. B.: Schlafprobleme, Stimmungsschwankungen, starke psychische Abhängigkeit; s. o.)

## Illegaler Handel
In den Ländern, in denen der Verkauf und Erwerb von anabolen Steroiden verboten ist oder diese nur gegen Rezept erworben werden können, gibt es oftmals einen großen Schwarzmarkt an anabolen Steroiden.
Diese Steroide werden hauptsächlich im Ausland hergestellt und illegal eingeführt. Wie in den meisten Fällen von Schmuggel ist auch beim Schmuggel von anabolen Steroiden hauptsächlich die Organisierte Kriminalität mit involviert.
In den vergangenen Jahren nahm auch die Zahl gefälschter anaboler Steroide zu. Die Ursache dafür liegt in der modernen Technologie, die es ermöglicht, die Produktdesigns leichter zu fälschen. Oftmals ist in diesen Produkten von pflanzlichen Ölen bis hin zu hochgiftigen Stoffen alles zu finden. Es sind Fälle berichtet, in denen Menschen nach der Einnahme von anabolen Steroiden starben. Oftmals führt die Einnahme von illegal erworbenen Steroiden zu Blutvergiftungen, Methanolvergiftungen oder Abszessen an der Injektionsstelle. Dies, und die mangelnde Betreuung durch Fachärzte bei illegal eingenommenen Anabolika, sind mitunter gewichtige Antriebs- und Motivationsgründe für die weiter unten beschriebenen Legalisierungsbemühungen.

## Rechtslage
In vielen Staaten ist das Inverkehrbringen anaboler Steroide ohne ärztliche Verordnung unter Strafe gestellt. Dennoch gibt es Staaten, in denen anabole Steroide ohne ärztliche Verordnung legal erworben werden können. In Deutschland fallen anabole Steroide unter das Arzneimittelgesetz und zusätzlich unter die Arzneimittelverschreibungsverordnung, so dass sie nur mit Erlaubnis gehandelt und nur mittels Rezept an den Endverbraucher abgegeben werden dürfen. Anabole Steroide werden von Ärzten aufgrund des ungünstigen Nutzen-Risiko-Verhältnisses (begrenzter therapeutischer Nutzen bei gleichzeitig schweren Nebenwirkungen) selten verordnet.

## Historische Literatur
- G. A. Overbeek: Anabole Steroide. Chemie und Pharmakologie. Springer-Verlag, Berlin/Heidelberg / New York 1966.